# Muhammet Hanifi Zengin
Muhammet Hanifi Zengin (* 30. Mai 2004) ist ein türkischer Leichtathlet, der sich auf den Speerwurf spezialisiert hat.

## Sportliche Laufbahn
Erste internationale Erfahrungen sammelte Muhammet Hanifi Zengin im Jahr 2021, als er bei den U18-Balkan-Meisterschaften in Kraljevo mit einer Weite von 60,90 m die Goldmedaille gewann. Im Jahr darauf siegte er mit 67,20 m bei den U20-Balkan-Meisterschaften in Denizli und 2023 belegte er bei den U20-Europameisterschaften in Jerusalem mit 70,50 m den fünften Platz. Im Jahr darauf siegte er mit 74,14 m bei den U23-Mittelmeer-Meisterschaften in Ismailia, ehe er bei den Balkan-Meisterschaften in Izmir mit 73,85 m die Bronzemedaille hinter dem Moldauer Andrian Mardare und seinem Landsmann Emin Öncel gewann. 2025 wurde er bei der 2. Liga der Team-Europameisterschaft in Maribor mit 70,16 m Elfter und anschließend belegte er bei den U23-Europameisterschaften in Bergen mit 72,12 m den siebten Platz. Kurz darauf verpasste er bei den World University Games in Bochum mit 68,93 m den Finaleinzug.
2024 wurde Zengin türkischer Meister im Speerwurf.